# کروونه
کروونه (به لهستانی:  Krwony) یک روستا در لهستان است که در گمینا بروزو واقع شده‌است.
 کروونه  ۴۴۴ نفر جمعیت دارد.